# Brienzwiler
Brienzwiler is een gemeente en plaats in het Zwitserse kanton Bern, en maakt deel uit van het district Interlaken-Oberhasli.
Brienzwiler telt 481 inwoners.
Een bekende attractie in de gemeente Brienzwiler is openluchtmuseum Ballenberg.